# Amblyteles massiliensis
Amblyteles massiliensis är en stekelart som beskrevs av Rudow 1888. Amblyteles massiliensis ingår i släktet Amblyteles och familjen brokparasitsteklar. Inga underarter finns listade i Catalogue of Life.